# Amélie Derbaudrenghien
Amélie Derbaudrenghien, née le 21 décembre 1980 à Tournai, est une fonctionnaire belge. 

## Biographie

### Formation
Amélie Derbaudrenghien est diplômée de l'Université du Sussex, au Royaume-Uni, et de l'Université libre de Bruxelles en sciences politiques,. 

### Carrière professionnelle
Amélie Derbaudrenghien acquiert une expérience professionnelle au sein de l'ENABEL (anciennement Coopération Technique belge), agence belge de développement chargée de mettre en œuvre et de coordonner la politique belge de développement international. Elle a effectué plusieurs missions dans des États fragiles et des pays en développement. 
De 2004 à 2007, elle travaille pour le cabinet du ministre de la Coopération au développement, Armand De Decker. Elle travaille ensuite pour le ministre du Budget, Sophie Wilmès puis la Première ministre belge. 
En 2021, elle travaille de nouveau comme conseillère pour Sophie Wilmès devenue ministre des Affaires étrangères , puis pour Hadja Lahbib dont le portefeuille ministériel est élargi aux Affaires européennes et au commerce extérieur.

## Vie privée
Amélie Derbaudrenghien et Charles Michel  se sont rencontrés en 2007 quand celui-ci est nommé ministre de la Coopération au développement. Ils sont les parents de deux filles : Jeanne (née en 2016) et Lucie (née en 2019). Ils se sont mariés dans l'intimité en 2021. 